# Arisaema wardii
Arisaema wardii là một loài thực vật có hoa trong họ Ráy (Araceae). Loài này được C.Marquand & Airy Shaw mô tả khoa học đầu tiên năm 1929.